# Vilhelm Krarup
Vilhelm Krarup (14. juli 1904 – 12. november 1999) var en dansk teolog, sognepræst og modstandsmand.

## Sognepræst og teolog
Han var søn af historikeren Alfred Krarup og fader til Søren Krarup. Vilhelm Krarup blev cand.theol. i 1932 og var derefter sognepræst i Hammelev-Enslev ved Grenaa 1932-1945. Efter Tage Schacks død i 1945 overtog han dennes embede som sognepræst i Simon Peters Kirke på Amager. Sit sidste embede havde han i Vester Åby-Åstrup på Sydfyn fra 1970-74. Han var redaktør af Tidehverv 1974-84.

## Modstandsmand
Han var aktiv i den danske modstandsbevægelse under besættelsen som medlem af modstandsorganisationen Ringen, ledet af Frode Jakobsen. Krarup, som blev medlem af regionsledelsen for Region I (Nordjylland), var utrættelig og husede en lang række forfulgte modstandsfolk, var nedkastningschef i Djursland mm. På et tidspunkt husede Krarup-familien den senere byleder i Aalborg Anders Johannes Jørgensen, som også fik lejlighed til at redde sine værter fra at blive taget af Gestapo. 6. december 1944 måtte Vilhelm Krarup dog gå under jorden i Aalborg. Han deltog i Ranumkonventet 10.-11. marts 1945.
Krarup var aktiv debattør i spørgsmålet om Retsopgøret efter besættelsen, bl.a. i bogen Opgørets Nødvendighed, som han skrev sammen med K.E. Løgstrup og H. Østergaard-Nielsen i 1945:
"Eftergivelsespolitikerne følte sig drevne af en ansvarstyngde, som i virkeligheden var uansvarlig. […] De følte sig som folkets beskyttere. De nænnede ikke at lade uvejret komme over folket […]. I stedet for at tage ansvaret op for danskhed og frihed tog de et barnepigeansvar op for befolkningen. […] De svigtede derved folket, så at folket til sidst selv måtte provokere eftergivelsespolitikkens ophør frem. De svigtede derved friheden, så at en frihedsbevægelse, opstået fra neden, måtte tage sig det ansvar på, som de ansvarlige løb fra."